# Anschlag auf die Kathedrale von Jolo im Januar 2019
Bei einem Anschlag auf die Kathedrale von Jolo in der Stadt Jolo der philippinischen Provinz Sulu wurden am 27. Januar 2019 kurz hintereinander zwei Bomben zur Explosion gebracht. Mindestens 20 Menschen wurden getötet und 111 weitere verletzt, darunter auch Soldaten, welche die Kathedrale bewachten. Die Armee ging von einem islamistischen Terroranschlag aus. Die Terrororganisation Islamischer Staat (IS) reklamierte den Anschlag für sich.

## Hintergrund
Auf der Insel Jolo ist die islamistische Terrororganisation Abu Sayyaf aktiv, die durch jahrelange Bombenanschläge, Entführungen und Enthauptungen auf sich aufmerksam gemacht hat. Muslime machen 10 % der philippinischen Bevölkerung aus und diverse islamische Terrorgruppierungen versuchen eine Teilung der Philippinen mit islamischen Autonomiegebieten im Süden teils mit Gewalt durchzusetzen.

## Bombenanschlag

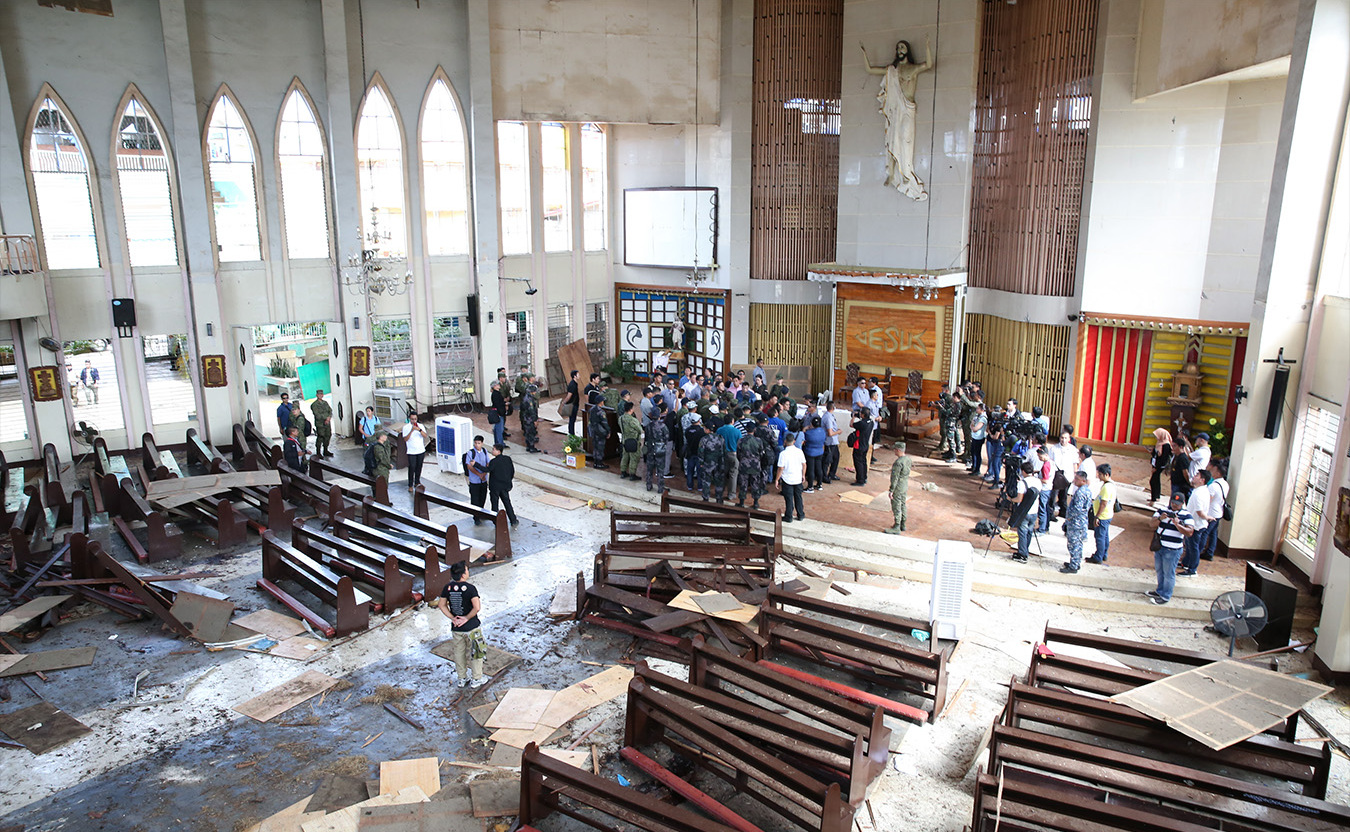
Das Kircheninnere nach dem Bombenanschlag

Bei dem Anschlag wurden zwei Bomben eingesetzt. Die erste Bombe explodierte gegen 8:45 Ortszeit während der Messe in der Kathedrale Unserer Lieben Frau auf dem Berge Karmel, die zweite wurde auf dem Parkplatz vor der Kirche gezündet, als Sicherheitskräfte eintrafen, erklärte der regionale Militärsprecher Gerry Besana. Philippinische Behörden gingen von einem islamistischen Terroranschlag aus. Der IS bekannte sich zu dem Anschlag. 20 Menschen starben und 111 weitere wurden verletzt. Unter den Toten waren fünf Soldaten, die die Kirche bewacht hatten. 16 Polizisten und Soldaten wurden verletzt.

## Reaktionen
Delfin Lorenzana, Verteidigungsminister auf den Philippinen, kritisierte den Angriff. Kirchen und andere öffentliche Einrichtungen werden besonders geschützt.

## Täterschaft
Spätere Ermittlungen ergaben, dass das Selbstmordattentat von Abu-Sayyaf-Anhängern unter Führung von Hatib Hajan Sawadjaan geplant und von einem indonesischen Ehepaar aus dem Umfeld der dort ansässigen Terrorgruppe Jamaah Ansharut Daulah ausgeführt worden war; beide Organisationen stehen seit mehreren Jahren in Verbindung mit dem IS. Sawadjaan wurde im Juli 2020 bei einem Feuergefecht mit der Armee auf Jolo getötet. Daraufhin übernahm sein Neffe, der Sprengstoffexperte Mudzrimar Sawadjaan, das Kommando, der die Bomben mutmaßlich gefertigt hatte und Anfang Dezember 2023 bei einem Militäreinsatz in den Gewässern vor der Insel Basilan erschossen wurde.